# Радио Нова 22
Radio Nova 22 была первой независимой радиостанцией в Бухаресте, которая вещала из штаб-квартиры Союза писателей, на частоте 92,7 МГц FM Stereo, под названием Radio Nova 22, начиная с полудня и вечером 31 декабря 1989 года . Среди тех, кто выступал у микрофона « Radio Nova 22 » в первый день эфира, был поэт Мирча Динеску . Поскольку передатчик Thomson работал на Западном диапазоне (87,5 — 108 МГц), до появления Radio Delta RFI Radio Nova 22 была единственной независимой радиостанцией, вещавшей на этом диапазоне, кроме того, это была единственная бухарестская радиостанция, которая вещала с стереовыходом. В период с 1990 по 1992 год «Radio Nova 22» была единственной независимой радиостанцией, которая не участвовала в политике, занимаясь исключительно музыкальными программами. Появление CNA в 1992 году поставило вопрос о выдаче лицензий на радио и телевидение, и Radio Nova 22, хотя и имело лицензионное досье и вещало уже 3 года, было в то время единственной бухарестской радиостанцией, которая не получила лицензию на вещание, поэтому 31 декабря 1992 года она прекратила вещание.

## Появление Radio Nova 22
Идея независимой радиостанции в Бухаресте возникла в Париже, во времена румынской революции, и принадлежала Жану Франсуа Бизо, известному интеллектуалу и филантропу, основателю Radio Nova в Париже и журнала Actuel. Набор «инструментов», коллекцию пластинок и передатчик Thomson привезли в Румынию Фадия Димерджи, ди-джей Radio Nova Paris, и ее будущего мужа Патрик Лейгони, микшировавший саундтреки для модных показов Пако Рабане . У этих двоих также была задача набрать команду вещания.
На Западном диапазоне (87,5 - 108 МГц) в то время принималось только радио Horizont из Болгарии на 103 МГц через ретранслятор из Ruse, а также звук Румынского Телевидения, который принимался на частоте 91,75 МГц, поскольку он транслировался на 4-м канале УКВ в стандарте PAL D/K, когда была выбрана частота вещания для Radio Nova 22, 92,7 МГц, считалось, что она должна быть как можно ближе к частоте TVR, поэтому потенциальным слушателям было легче найти Radio Nova 22 в группе.
В один из вечеров в конце 1989 года Фадия Димерджи был приглашен в Клуб А, в то время одно из немногих мест в Бухаресте с постоянной музыкальной деятельностью. В клубе он встретил Тедди Думитреску, одного из ди-джеев, и спросил его, не хотел бы он работать на независимой радиостанции. Очевидно, ответ был «ДА», и Фадия предложил ему сформировать команду, состоящую из людей, знающих музыку и имеющих прочную общую культуру.

## Первая командная группа (январь 1990 г. - февраль 1991 г.)

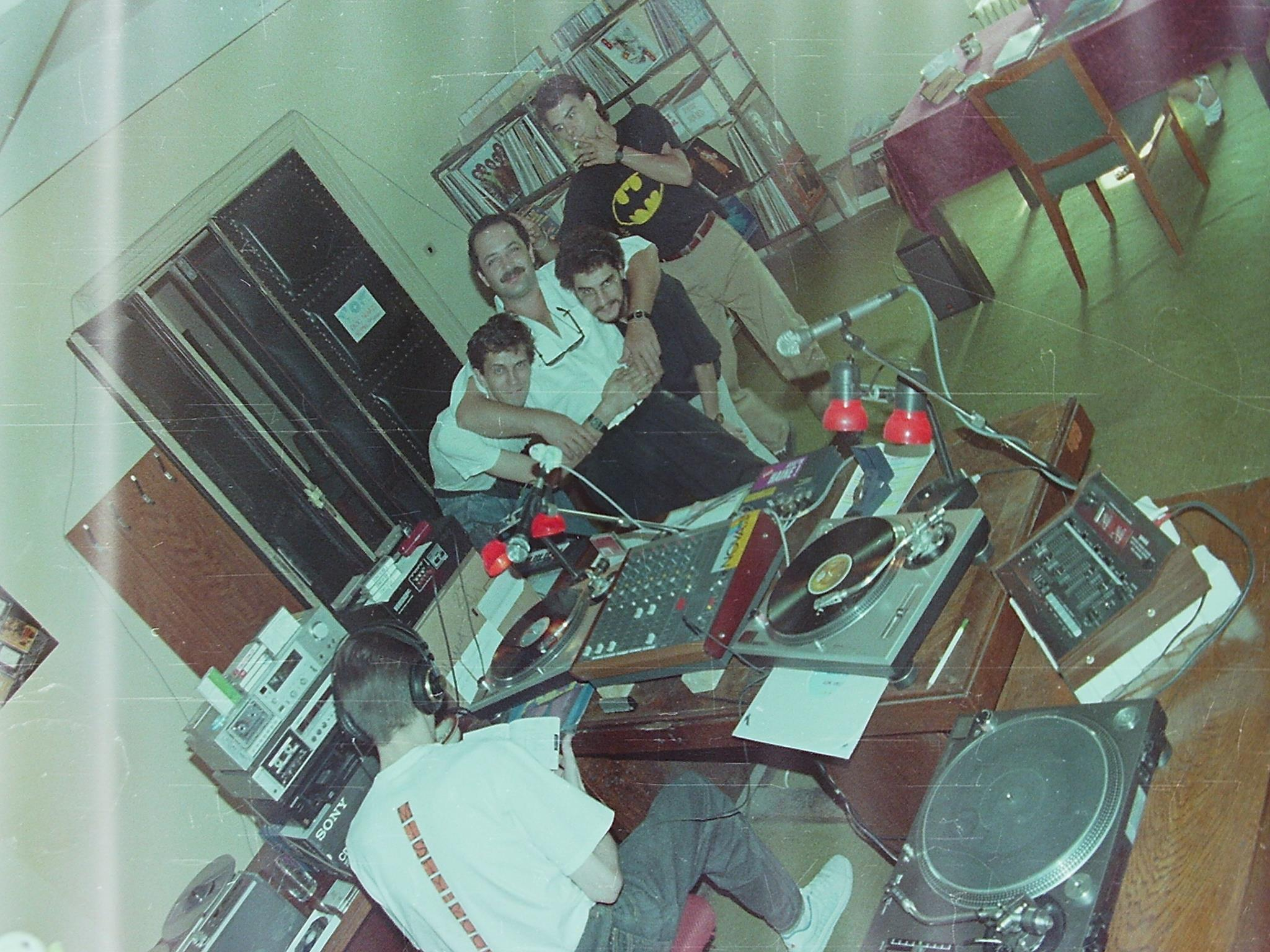
Часть первой команды режиссеров (Adi Andrei, Dia, Teddy Dumitrescu, Bogdan Olărescu, Daniel Stănciulescu).

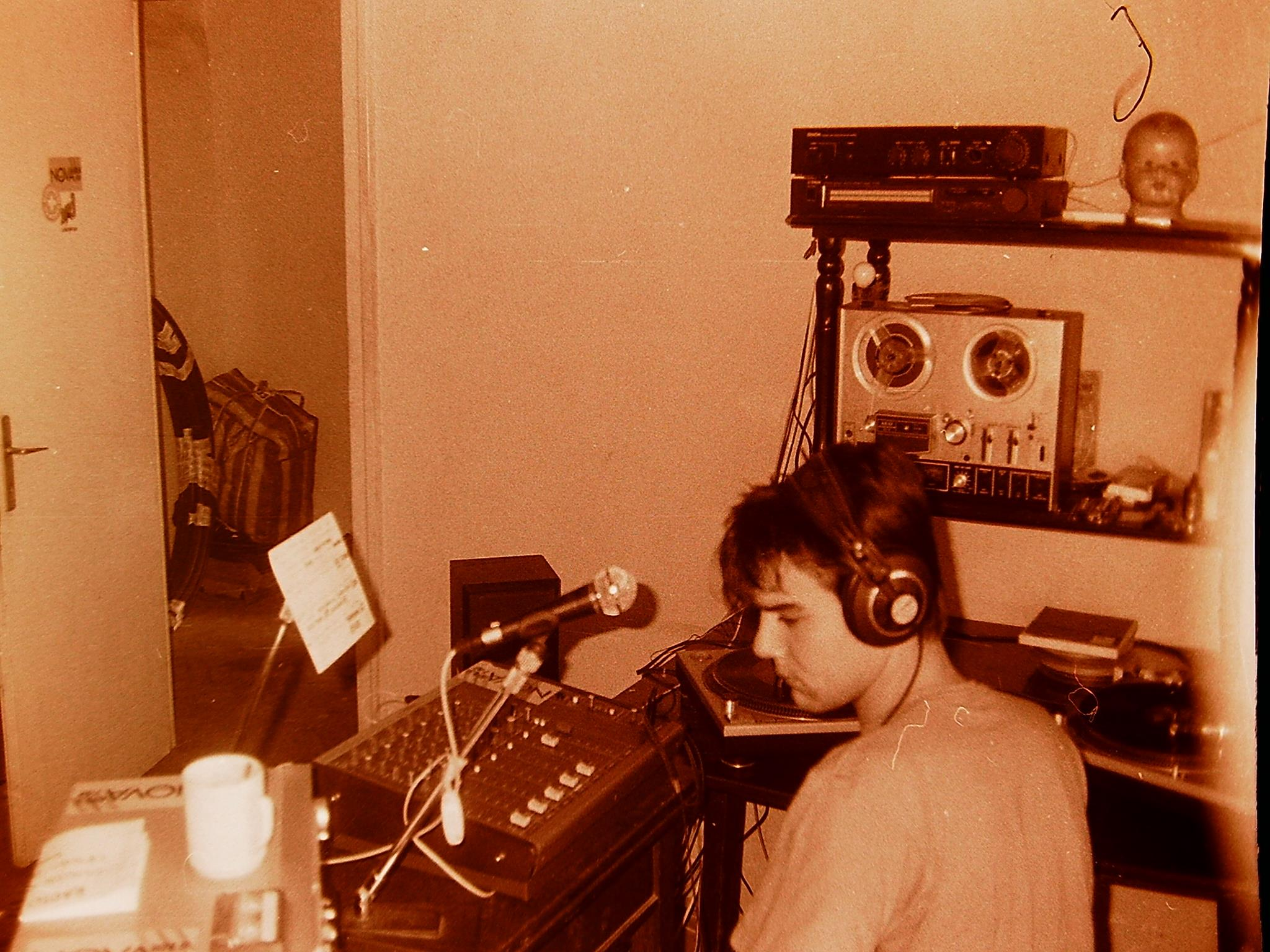
DJ Тедди Думитреску на кафедре Radio Nova 22

Членами первой команды Radio Nova 22 были, за одним исключением, все ди-джеями, которые были в прошлом или продолжающими быть в настоящим, активными в клубе А. Первыми продюсерами музыкальных шоу были: Тедди Думитреску, Адриан Андрей, Манос Даманакис, Богдан Олэреску, Адриан Попеску и Даниэль Станчулеску . Коллектив дополнил Dia, который в то время был на Fun Radio, но приехал с визитом на Radio Nova 22 и остался на совсем.

## Radio Nova 22 с 2020 года
С 1 июля 2020 года Radio Nova 22 вещает на https://www.radionova22.ro/ по инициативе бывшего слушателя Лунгу Даниэля, и его поддерживают разные онлайн-платформы и приложения. Станция получила безоговорочную поддержку Адриана Попеску, составившего плейлист, а из старой команды Джордж Калда (он же Geo Ratonul) с осени 2020 года сотрудничает с радио, сделав несколько шоу.

## Внешние ссылки
- Группа создателей и друзей Radio Nova 22 в Facebook.
- Статья на сайте Radio Nova France о появлении Radio Nova 22.
- Статья, подписанная Робертом Турческу на сайте www.comisarul.ro, в которой он также ссылается на Radio Nova 22
- Сайт ретранслирующий поток Radio Nova 22